# اگزاتیک موکوتاه
اگزاتیک موکوتاه (به انگلیسی: Exotic Shorthair) (همچنین در ایران به اگزوتیک موکوتاه یا اگزوتیک شورت‌هیر نیز معروف است) نژادی از گربه‌ها است که به عنوان نسخهٔ مو کوتاه گربهٔ ایرانی تولید شده‌است. اگزاتیک از بسیاری جهات به گربهٔ ایرانی شبیه است، از جمله مزاج و فرم، بینی صاف و صورت به استثنای موی متراکم کوتاه.